# Яри-Поруби (заповідне урочище)
Яри́-По́руби — заповідне урочище в Україні. Розташоване в Лубенському районі Полтавської області, біля села Прихідьки. 
Площа — 325 га. Статус присвоєно згідно з рішенням облвиконкому від 16.11.1979 року № 437. Перебуває у віданні ДП «Пирятинський лісгосп» (Пирятинське лісництво, кв. 14-19).

## Загальна характеристика
Це масив широколистяного лісу — місцезростання багатьох рідкісних рослин. Ліс зростає у глибоких ярах та балках, схили і днища яких вкривають діброви та дубово-грабові ліси. Середній вік дерев — 60—80 років. Трапляються дуби і граби, вік яких 100 років.

## Яруси
Найвищий ярус представлений дубом звичайним, грабом звичайним, липою серцелистою, ясеном звичайним, кленом гостролистим. У нижньому деревному ярусі ростуть клен польовий, в'яз, яблуня лісова. 
Підлісок утворює ліщина звичайна, яка є супутником дуба звичайного, крушина ламка, бруслина бородавчаста, на узліссі — клен татарський, терен, жостір проносний, вишня кущова. У трав'яному покриві на схилах ярів поширені тіньолюбні та тіньовитривалі осока волосиста, зірочник лісовий, розхідник звичайний, копитняк європейський. Серед них виділяється вороняче око звичайне. Поодиноко трапляється жовтець кашубський. На протилежному схилі можна знайти найотруйнішу рослину лісу — чемерицю чорну. Подекуди трапляється воронець колосистий. 
На дні балки під липою серцелистою та кленом гостролистим трави майже відсутні, крім рідкісної лісової орхідеї гніздівки звичайної. Смугою по днищу балки росте ще одна лісова орхідея — зозулині сльози яйцеподібні. Серед усіх лісів Полтавської області численні популяції лісових орхідей є тільки в цьому урочищі. Де-не-де росте ще одна орхідея — коручка чемерникоподібна. 
На більш сонячному схилі чимало первоцвіту весняного. Навесні в урочищі поширені проліски (сибірська і дволиста), ряст (ущільнений, порожнистий і Маршаллів), зірочки (жовті та маленькі), медунка темна, чина весняна, фіалки (дивна і запашна), анемона жовтецева, петрів хрест лускатий, пшінка весняна, адокса мускусна. Найраніше починає квітувати підсніжник білосніжний. На вирівняних ділянках урочища ростуть конвалія звичайна та переліска багаторічна. Поодиноко — шоломниця висока, ранник вузлуватий, чистець лісовий. По дну — яглиця звичайна. Подекуди на схилах піднімаються папороті — пухирник ломкий, чоловіча папороть.
Дуже рідкісною рослиною для Полтавської області, яка росте в Ярах-Порубах, є тінелюбна лілія лісова. Це медоносна рослина, яка запилюється нічними метеликами. Із світлолюбних на лучних галявинах поширені гадючник звичайний, королиця, дзвінець малий, заяча конюшина багатолиста, свербіжниця польова, парило звичайне, материнка звичайна, пахучка звичайна, підмаренник руський, перстач прямостоячий. 
На узліссі трапляється перстач білий або п'ятипал